# تيموثي فيلوز
تيموثي فيلوز هو شخصية أعمال وفلاح وسياسي أمريكي، ولد في 14 مارس 1812، وتوفي في 5 نوفمبر 1894. نشط حزبياً في الحزب الجمهوري. وقد انتخب عضو جمعية ولاية ويسكونسن ‏.